# Гленвју Хилс (Кентаки)
Гленвју Хилс (енгл. Glenview Hills) град је у америчкој савезној држави Кентаки.

## Демографија
По попису из 2010. године број становника је 319, што је 18 (-5,3%) становника мање него 2000. године.
| Група             | 2000.       | 2010.       |
| Белци             | 323 (95,8%) | 311 (97,5%) |
| Афроамериканци    | 5 (1,5%)    | 0 (0,0%)    |
| Азијати           | 0 (0,0%)    | 1 (0,3%)    |
| Хиспаноамериканци | 9 (2,7%)    | 4 (1,3%)    |
| Укупно            | 337         | 319         |